# Бастион
Бастион је петоугаоно истурено утврђење у склопу бедема тврђаве, ради бочног обезбеђења тврђаве и са кога се од непријатеља ватром бране други дијелови бедема. Уводи се умјесто ронделе да би се избјегао нетучен простор пред њом.
Први бастиони се подижу у 15. вијеку. Све тврђаве се отада граде с њима, и систем утврђивања бастионима (бастионски систем) остаје прихваћен све до краја 19. вијека.
Главни дијелови бастиона су: фаса - чеони бедем (два) и фланка - бочни бедем (два). Гркљан је задња страна бастиона према тврђави, тјеме (теме, још и сајан) је најистуренији дио бастиона. Тачка споја фасе и фланке је раме бастиона. Простор бедема између два сусједна бастиона се зове куртина. Два полубастиона спојена куртином чине бастионски фронт.
Понекад су грађени и бастиони одвојени од тврђаве - такозвани деташовани (одвојени) бастиони.